# 자트코
자트코 주식회사(JATCO Ltd., 일본어: ジヤトコ株式会社 쟈토코 가부시키가이샤[*])는 일본 닛산 계열의 자동차 부품 제조 기업이다. 주로 자동변속기를 제조하며, CVT를 많이 생산하는 업체다. 닛산 외에는 미쓰비시자동차공업, 스즈키, 제너럴 모터스(GM), 르노 및 르노코리아 등에도 제품을 공급한다. 사명인 자트코는 일본자동변속기주식회사(Japan Automatic Transmission COrporation)의 영문 약칭에서 유래하였다.

## 연혁
- 1943년 : 닛산 자동차 항공기 사업부 요시하라 공장 설립
- 1967년 : 닛산 자동차 요시하라 공장에서 자동변속기 생산
- 1970년 : 닛산 자동차(25%), 동양공업(현 마쓰다, 25%), 포드(50%) 3사가 합작으로 일본자동변속기 주식회사 설립
- 1981년 : 포드가 마쓰다와 자본제휴에 따라 지분을 닛산 자동차와 마쓰다에 양도
- 1989년 : 일본자동변속기, 자트코 주식회사로 사명 변경
- 1999년 : 마쓰다 지분 철수로 닛산 자동차의 100% 자회사화. 닛산의 자동변속기 및 CVT 부문과 통합하여 자트코 트랜스테크놀러지 주식회사로 출범
- 2002년 : 자트코 주식회사로 사명 변경. 미쓰비시자동차공업의 자동변속기 및 CVT 부문을 합병

## 제품정보
- 1989년 4월 : '전자제어 5속 자동변속기' 개발 - JR502E (닛산 세드릭 탑재)
- 1997년 8월 : 2리터 클래스 금속 벨트식 CVT - F06A (닛산 프리메라) 탑재)
- 1999년 10월 : '토로이덜 CVT' 양산화 - JR006E (닛산 세드릭, 닛산 글로리아 탑재)
- 2002년 11월 : 최대 토크 용량 금속 벨트 CVT - JF010E (닛산 무라노 탑재)
- 2004년 12월 : 세계 최초 누계 생산 500만대 달성 CVT - JF011E (닛산 라페스타 탑재)
- 2009년 9월 : '부변속기 벨트 CVT' 개발 - JATCO CVT7 (스즈키 팔레트 탑재)
- 2011년 11월 : 승용차용 토르콘이 없는 1모터 2클러치 방식의 HEV 시스템용 변속기 개발 - JR712E (닛산 푸가 하이브리드 탑재)
- 현재 생산 제품 라인업 : (CVT) Jatco CVT8, Jatco CVT8 HYBRID, Jatco CVT7, Jatco CVT7 W/R (STEP AT) JF414E, JF613E, JR507E/ JR509E, JR710E/ JR711E

## 같이 보기
- 르노
- 인피니티
- 닛산 자동차
- 르노코리아 (부산 강서구 소재)
- CVT